# 藪塚駅
藪塚駅（やぶづかえき）は、群馬県太田市藪塚町にある東武鉄道桐生線の駅である。駅番号はTI 53。1913年（大正2年）3月19日に開業した。特急「りょうもう」「リバティりょうもう」停車駅。

## 駅構造
単式ホーム2面2線を有する地上駅。木造駅舎を有する。駅舎側から1番ホーム、下り線、2番ホーム、上り線の順に配置しており、相対式ホームではない。両ホームは跨線橋で連絡している。
駅前広場部分は駐輪場の改修とロータリー整備がなされた。

### のりば
| 番線 | 路線   | 方向 | 行先                                                                                   |
| ---- | ------ | ---- | -------------------------------------------------------------------------------------- |
| 1    | 桐生線 | 下り | 新桐生・赤城方面                                                                       |
| 2    | 桐生線 | 上り | 太田・ 伊勢崎線 館林・ 東武スカイツリーライン 北千住・とうきょうスカイツリー・浅草方面 |

## 利用状況
2023年度の1日平均乗降人員は1,016人である 。
近年の1日平均乗降人員の推移は下表の通りである｡
| 年度               | 1日平均 乗降人員 | 出典        |
| ------------------ | ---------------- | ----------- |
| 2003年（平成15年） | 886              | [ 東武 2 ]  |
| 2004年（平成16年） | 909              | [ 東武 3 ]  |
| 2005年（平成17年） | 897              | [ 東武 4 ]  |
| 2006年（平成18年） | 875              | [ 東武 5 ]  |
| 2007年（平成19年） | 875              | [ 東武 6 ]  |
| 2008年（平成20年） | 953              | [ 東武 7 ]  |
| 2009年（平成21年） | 964              | [ 東武 8 ]  |
| 2010年（平成22年） | 989              | [ 東武 9 ]  |
| 2011年（平成23年） | 1,005            | [ 東武 10 ] |
| 2012年（平成24年） | 1,089            | [ 東武 11 ] |
| 2013年（平成25年） | 1,130            | [ 東武 12 ] |
| 2014年（平成26年） | 1,119            | [ 東武 13 ] |
| 2015年（平成27年） | 1,100            | [ 東武 14 ] |
| 2016年（平成28年） | 1,071            | [ 東武 15 ] |
| 2017年（平成29年） | 1,101            | [ 東武 16 ] |
| 2018年（平成30年） | 1,141            | [ 東武 17 ] |
| 2019年（令和元年） | 1,097            | [ 東武 18 ] |
| 2020年（令和02年） | 736              | [ 東武 19 ] |
| 2021年（令和03年） | 878              | [ 東武 20 ] |
| 2022年（令和04年） | 979              | [ 東武 21 ] |
| 2023年（令和05年） | 1,016            | [ 東武 1 ]  |

## 駅周辺
- 太田市役所藪塚本町庁舎（旧・藪塚本町役場）
  - 太田市薮塚本町行政センター
- 太田市藪塚本町文化ホール
- 太田市立藪塚本町図書館
- 太田市藪塚本町中央公民館
- 藪塚本町郵便局
- 藪塚駅前郵便局
- 桐生信用金庫薮塚支店
- 藪塚温泉
- 三日月村
- ジャパンスネークセンター
- 太田市立藪塚本町歴史民俗資料館
- 三島神社
- 西山古墳
- 北山古墳

## 隣の駅
東武鉄道
 桐生線
- ■特急「りょうもう」・■特急「リバティりょうもう」停車駅

■普通
治良門橋駅 (TI 52) - 藪塚駅 (TI 53) - 阿左美駅 (TI 54)